# Lex Iulia et Papia Poppaea
Lex Iulia et Papia Poppaea de maritandis ordinibus, eigenlijk de lex Iulia van Imperator Caesar Augustus (= keizer Augustus) (18 v.Chr.), gewijzigd en uitgebreid in 9 n.Chr. door de consuls Marcus Papius Mutilus en Quintus Poppaeus Secundus. Zij had de bevordering van huwelijken tot doel, door aan het hebben van wettige kinderen voorrechten te verbinden (ius liberorum). Zo werd aan moeders van drie wettige kinderen handelingsbekwaamheid in het vooruitzicht gesteld (Jus trium liberorum). Buitenechtelijke seks tussen vrijgeborenen werd strafbaar. (Meer over deze wet in Seksualiteit bij de oude Romeinen#Wettelijke maatregelen.)
Het was reeds in de oudheid niet meer duidelijk, welke regeling tot welke wet behoorde, waardoor men de beide wetten als lex Iulia et Papia (Institutiones van Gaius) of lex Iulia miscella (Codex Iustinianus) samenvoegde. Hoewel Augustus reeds moest vaststellen, dat deze wetten hun doel misten, werden ze pas in 531/534 n.Chr opgeheven.

## Antieke bronnen
- Lex Iulia de maritandis ordinibus (= M.H. Crawford - e.a. (edd.), 1996)
- Lex Papia Poppaea nuptialis (= E. Seckel - B. Kübler (edd.), 1935)

## Referentie
- Iulia et Papia Poppaea (lex), in J.G. Schlimmer - Z.C. De Boer, Woordenboek der Grieksche en Romeinsche Oudheid, Haarlem, 19203, p. 342.